# Albalatillo
Albalatillo è un comune spagnolo di 259 abitanti situato nella comunità autonoma dell'Aragona.